# Taubenturm Saint-Brice (Charente)

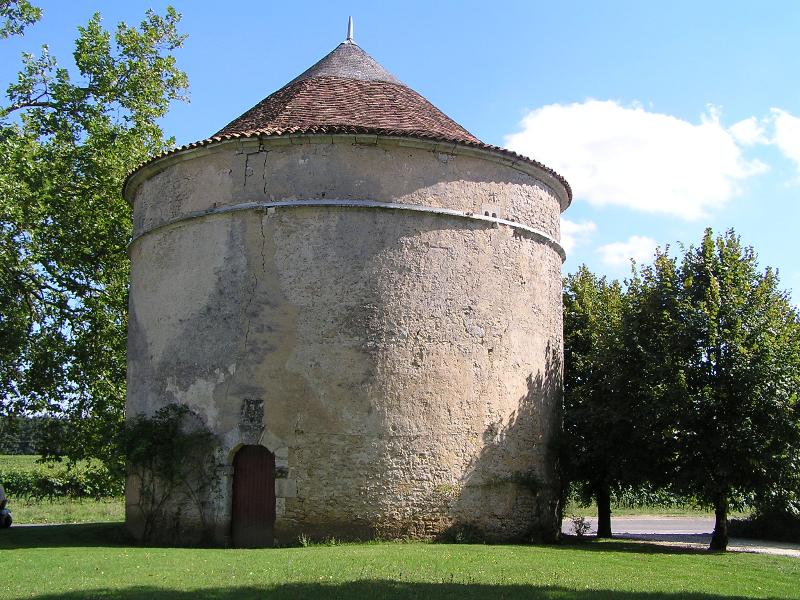
Taubenturm in Saint-Brice

Der Taubenturm (französisch colombier oder pigeonnier) des Château de Garde-Épée in Saint-Brice, einer französischen Gemeinde im Département Charente in der Region Nouvelle-Aquitaine, wurde vermutlich im 16. Jahrhundert errichtet. Der Taubenturm steht als Teil des Schlosses seit 1973 als Monument historique auf der Liste der Baudenkmäler in Frankreich.
Der runde Taubenturm aus Bruchsteinmauerwerk ist über dem rundbogigen Eingang aus Haustein mit dem steinernen Wappen des Erbauers Jacques Ancelin geschmückt.